# Tokugawa Munetada
Tokugawa Munetada (徳川 宗尹, né le 7 septembre 1721, mort le 13 janvier 1765) est un samouraï du milieu de l'époque d'Edo, fondateur de la branche Hitotsubashi-Tokugawa du gosankyō, les trois branches secondaires de la famille Tokugawa. Il est le quatrième fils de Tokugawa Yoshimune, le huitième shogun. Tomohime (Akiko), la femme de Munetada, est la fille du régent impérial Ichijō Kaneka. Elle lui donne son fils ainé, Shigemasa. Munetada entretient également une concubine du nom d'Oyuka qui lui donne ses fils Shigetomi, Harusada, Haruyuki, Kenzaburō et sa fille Yasuhime (épouse plus tard de Shimazu Shigehide). Ses deux autres fils, Sennosuke et Kanejirō, sont nés d'une autre concubine.